# Lau Tsz-Kwan
Lau Tsz-Kwan, connu aussi sous le nom de Alex Lau, né le 5 février 1996 à Hong Kong, est un joueur professionnel de squash représentant Hong Kong. Il atteint en novembre 2023 la 40e place mondiale sur le circuit international, son meilleur classement. Il est champion de Hong Kong en 2022 et 2023 et champion d'Asie en 2025.

## Palmarès

### Titres
- Championnats d'Asie : 2025
- Championnats de Hong Kong : 2 titres (2022, 2023)
- Championnats d'Asie par équipes : 2018